# 24 ربيع الأول
- السبت
- الأحد
- الاثنين
- الثلاثاء
- الأربعاء
- الخميس
- الجمعة

- 2731 أغسطس 2024
- 281 سبتمبر 2024
- 292 سبتمبر 2024
- 303 سبتمبر 2024
- 14 سبتمبر 2024
- 25 سبتمبر 2024
- 36 سبتمبر 2024
- 47 سبتمبر 2024
- 58 سبتمبر 2024
- 69 سبتمبر 2024
- 710 سبتمبر 2024
- 811 سبتمبر 2024
- 912 سبتمبر 2024
- 1013 سبتمبر 2024
- 1114 سبتمبر 2024
- 1215 سبتمبر 2024
- 1316 سبتمبر 2024
- 1417 سبتمبر 2024
- 1518 سبتمبر 2024
- 1619 سبتمبر 2024
- 1720 سبتمبر 2024
- 1821 سبتمبر 2024
- 1922 سبتمبر 2024
- 2023 سبتمبر 2024
- 2124 سبتمبر 2024
- 2225 سبتمبر 2024
- 2326 سبتمبر 2024
- 2427 سبتمبر 2024
- 2528 سبتمبر 2024
- 2629 سبتمبر 2024
- 2730 سبتمبر 2024
- 281 أكتوبر 2024
- 292 أكتوبر 2024
- 303 أكتوبر 2024
- 14 أكتوبر 2024

24 ربيع الأوَّل أو 24 ربيع الأنوار أو يوم 24 \ 3 (اليوم الرابع والعُشرون من الشهر الثالث) هو اليوم الثالث والثمانين من أيَّام السنة (أو الرابع والثمانين لو كان شهر صفر مُتممًا لليوم الثلاثين) وفق التقويم الهجري القمري (العربي). يبقى بعده 271 أو 272 يومًا لانتهاء السنة.

## أحداث
- 13 هـ - المسلمون بقيادة خالد بن الوليد يفتحون مدينة بُصرى الشام وذلك في بداية حركة الفتوح بالشام.
- 923 هـ - إعدام السلطان طومان باي آخر سلاطين الدولة المملوكية، وكان ذلك إيذانًا بانتهاء العهد المملوكي وبداية تبعية مصر للدولة العثمانية.
- 1327 هـ - تأسيس شركة الأنجلو - فارسية في لندن وذلك لاستغلال الثروة النفطية في إيران، وحصول المملكة المتحدة على امتياز تنقيب النفط فيها.
- 1403 هـ - وقوع 4 هزات أرضية في محافظة صعدة في اليمن، أسفرت عن تدمير عدد من المنازل.
- 1428 هـ - انفجار في مطعم مجلس النواب العراقي يودي بحياة 8 أشخاص.
- 1430 هـ - الرئيس الأمريكي باراك أوباما يوجة خطاب إلى القادة الإيرانيين بمناسبة رأس السنة الفارسية عرض عليهم فيه تجاوز النزاع المستمر منذ 30 عامًا، وإيران ترحب بالرسالة وتدعو لإصلاح أخطاء الولايات المتحدة السابقة.
- 1431 هـ - الملياردير المكسيكي اللبناني كارلوس سليم الحلو يتربع على رأس قائمة أثرى أثرياء العالم وفق ترتيب مجلة فوربس ليكون بذلك أول شخص غير أمريكي يتصدر هذه القائمة منذ سنوات.
- 1432 هـ -
  - الوزير التونسي الأول محمد الغنوشي يستقيل من منصبه، ورئيس الجمهورية المؤقت فؤاد المبزع يكلف الباجي قائد السبسي برئاسة الحكومة.
  - إنشاء المجلس الوطني الانتقالي في ليبيا على إثر اندلاع الثورة ضد نظام القذافي.
- 1435 هـ - اختتام بطولة أفريقيا لكرة اليد للرجال بعد فوز منتخب الجزائر بالبطولة أمام المنتخب التونسي. وكذلك ختمت بطولة أفريقيا لكرة اليد للسيدات بفوز منتخب تونس للسيدات بالبطولة على سيدات منتخب جمهورية الكونغو الديمقراطية.
- 1442 هـ - أذربيجان وأرمينيا يتوصلان إلى اتفاق لوقف إطلاق النار في ناغورني قره باغ برعاية روسية.
- 1446 هـ - اغتيال الأمين العام لحزب الله حسن نصر الله إثر غارة جوية إسرائيلية على الضاحية الجنوبية للعاصمة اللبنانية بيروت.

## مواليد
- 1345 هـ - شاه أحمد نوراني، علامة وفيلسوف ورئيس جمعية علماء الإسلام في باكستان.
- 1347 هـ - أحمد الطيب العلج، ممثل مغربي.
- 1374 هـ - عبد الفتاح السيسي، الرئيس السادس لجمهورية مصر العربية.
- 1368 هـ - أحمد راتب، ممثل مصري.
- 1376 هـ - محمود أحمدي نجاد، رئيس الجمهورية الإسلامية الإيرانية.
- 1380 هـ - منحة زيتون، ممثلة مصرية.
- 1395 هـ - نورا السباعي، ممثلة مصرية.

## وفيات
- 595 هـ - أبو يوسف يعقوب المنصور بالله، ثالث خلفاء الموحدين.
- 655 هـ - عز الدين أيبك، أول سلاطين دولة المماليك.
- 923 هـ - طومان باي، آخر سلاطين المماليك.
- 1366 هـ - مصطفى عبد الرازق، شيخ الجامع الأزهر ومفكر وأديب مصري.
- 1343 هـ - أحمد عزت العابد، سياسي سوري.
- 1372 هـ - هجري دده، شاعر وكاتب عراقي.
- 1419 هـ - أبو الفتوح عمارة، ممثل مصري.
- 1426 هـ - محمد رشدي، مغني مصري.
- 1430 هـ - عبد اللطيف الفيلالي، رئيس وزراء المغرب.
- 1431 هـ - محمد سيد طنطاوي، فقيه مصري وشيخ الجامع الأزهر.
- 1432 هـ - نجم الدين أربكان، رئيس وزراء تركيا.
- 1446 هـ - حسن نصر الله، الأمين العام الثالث لحزب الله.

## وصلات خارجية
- موقع قصة الإسلام: حدث في شهر ربيع الأوَّل.